# Passalora galii
Passalora galii är en svampart som först beskrevs av Ellis & Holw., och fick sitt nu gällande namn av Arx 1983. Passalora galii ingår i släktet Passalora och familjen Mycosphaerellaceae.   Inga underarter finns listade i Catalogue of Life.